# Трандл, Ли
Ли Кристофер Трандл (англ. Lee Christopher Trundle; 10 октября 1976, Ливерпуль, Англия) — английский футболист, нападающий клуба «Амманфорд».

## Карьера
После нескольких сезонов, проведённых в университетских клубах, Ли подписал контракт с «Рексемом». И провёл за этот клуб более 90 игр, забив в различных турнирах 30 голов за два года. Особо запоминающимся вышел гол в матче против «Уолсолла», который Трандл забил «ножницами». А его клуб смог не только отыграться после 0:2, но и выиграть этот матч 3:2.
Летом 2003 года Трандл вслед за тренером перешёл в новый клуб «Суонси Сити», в котором и стал настоящей звездой этого клуба. Он сразу же стал привлекать внимание своими голами и трюками. Он отличился в дебютном матче против «Бери». Через некоторое время Трандл своими трюками привлёк к себе внимание телевидения и его игру показали на одном из британских шоу. Трандл стал первым футболистом не из Премьер-лиги, кто подписал контракт на право изображать его лицо и имя на различной продукции.
Несмотря на все усилия клуба оставить Трандла у себя, форвард всё-таки перешёл в новый клуб «Бристоль Сити». За него была уплачена неплохая сумма по меркам низших дивизионов Англии — 1 млн долларов. В Бристоле Трандл забивал нечасто и два раза разъезжал по арендам. В первый раз в «Лидс Юнайтед», а во второй раз в «Суонси Сити».
После довольно успешной, хоть и без наград, игры в Англии, Трандл вновь оказывается в Уэльсе, где играет до сих пор. За свой новый клуб «Нит» Трандл в 7 матчах забил 7 голов.

## Достижения
«Рексем»
- FAW Premier Cup: 2002/2003

«Суонси Сити»
- Трофей Футбольной лиги: 2005/2006
- FAW Premier Cup: 2000/2001, 2005/2006

«Лланелли Таун»
- Вторая лига Уэльса по футболу: 2016/2017